# Copa Asociación Alemana
La Copa Asociación Alemana (en alemán: Verbandspokal) es una competición de copa regional a nivel de clubes en Alemania que se divide en 21 competiciones de copa regionales con el objetivo de obtener la clasificación a la Copa de Alemania, el torneo de copa de fútbol más importante del país.
Los equipos de la Bundesliga y 2. Bundesliga no les es permitido participar en los torneos ya que están clasificados directamente al torneo de copa nacional, mientras que los equipos de la 3. Bundesliga y Regionalliga están obligados a participar a excepción de los equipos filiales. Históricamente han sido dos los equipos campeones de copas regionales que han clasificado a la final de la Copa de Alemania: el Hertha Berlin II al ganar la Copa de Bremen en 1992 y perder la final en la temporada 1992-93 ante el Bayer 04 Leverkusen, y el Energie Cottbus como campeón de la Copa de Brandenburgo en 1996 perdiendo ante el VfB Stuttgart en la final de la copa nacional en la temporada 1996/97.
Aparte de los 21 campeones de copa regionales, clasifican otros tres equipos a la primera ronda donde participan 64 equipos, los cuales provienen de las tres regiones con más equipos, las cuales son Baja Sajonia, Westfalia y Baviera.
Las finales de cada copa aglomeran cierta cantidad de aficionados, como en la edición de la Copa de Baja Renania de 2014 donde acudieron 24000 espectadores al partido entre MSV Duisburgo y TV Jahn Hiesfeld en Duisburgo.
El equipo más campeón entre todas las copa regionales es el SV Werder Bremen II que ha sido campeón de la Copa de Bremen en 21 ocasiones.

## Historia
La copa regional más vieja es la Copa de Berlín fundada en 1907, siendo la única que existía antes de la Segunda Guerra Mundial, ya que las demás nacieron al finalizar la guerra. La primera copa fundada en el periodo de posguerra es la Copa de Baden del Sur en 1945, un año después nace la Copa de Hesse y la Copa de Baviera en 1947, aunque esta última no se jugó entre 1954 y 1998; más tarde se crea la Copa de Baden Norte en 1949 y la Copa de Württemberg en 1950.
En el norte de Alemania Federal la primera copa regional creada fue la Copa de Bremen en 1950, tres años después nace la Copa Schleswig-Holstein y la Copa de Hamburgo un año después, aunque esta se jugaba de vez en cuando hasta que se vuelve una competición constante a partir de 1981; y en 1955 se crea la Copa de Baja Sajonia.
De los territorios pertenecientes a la desaparecida Alemania Democrática fueron creadas la Copa de Brandenburgo, la Copa de Mecklenburgo-Pomerania Occidental, la Copa de Sajonia-Anhalt, la Copa de Baja Sajonia y la Copa de Turingia en 1990.
Al oeste de Alemania fueron creadas la Copa de Baja Renania en 1980, la Copa de Westfalia en 1981, y la Copa de Media Renania en 1994.
Al suroeste de Alemania fueron creadas la Copa de Renania en 1953, la Copa del Suroeste en 1973 y al año siguiente la Copa de Sarre.

## Campeones
Los campeones de cada copa regional en la temporada 2019/20:
| Copa                       | Campeón                 |
| -------------------------- | ----------------------- |
| Baden Cup                  | SV Waldhof Manheim      |
| Bavarian Cup               | TSV 1860 Munchen        |
| Berlin Cup                 | VSG Altglienicke        |
| Brandenburg Cup            | FSV Union Fürstenwalde  |
| Bremen Cup                 | FC Oberneuland          |
| Hamburg Cup                | Eintracht Norderstedt   |
| Hessian Cup                | TSV Steinbach           |
| Lower Rhine Cup            | Rot-Weiss Essen         |
| Lower Saxony Cup           | TSV Havelse             |
| Mecklenburg-Vorpommern Cup | Hansa Rostock           |
| Middle Rhine Cup           | 1. FC Düren             |
| Rhineland Cup              | FV Engers 07            |
| Saarland Cup               | SV Elversberg           |
| Saxony Cup                 | Chemnitzer FC           |
| Saxony-Anhalt Cup          | No se jugó              |
| Schleswig-Holstein Cup     | SV Todesfelde           |
| South Baden Cup            | 1. FC Rielasingen-Arlen |
| Southwestern Cup           | 1. FC Kaiserslautern    |
| Thuringian Cup             | Carl Zeiss Jena         |
| Westphalian Cup            | RSV Meinerzhagen        |
| Württemberg Cup            | SSV Ulm                 |